# Бонькі
Бонькі (пол. Bońki) — село в Польщі, у гміні Плонськ Плонського повіту Мазовецького воєводства.
Населення — 432 особи (2011).
У 1975-1998 роках село належало до Цехановського воєводства.

## Демографія
Демографічна структура станом на 31 березня 2011 року:
|          | Загалом | Допрацездатний вік | Працездатний вік | Постпрацездатний вік |
| -------- | ------- | ------------------ | ---------------- | -------------------- |
| Чоловіки | 209     | 43                 | 149              | 17                   |
| Жінки    | 223     | 41                 | 147              | 35                   |
| Разом    | 432     | 84                 | 296              | 52                   |